# Spjutkakalior
Spjutkakalior (Parasenecio) är ett släkte av korgblommiga växter. Spjutkakalior ingår i familjen korgblommiga växter.

## Bildgalleri

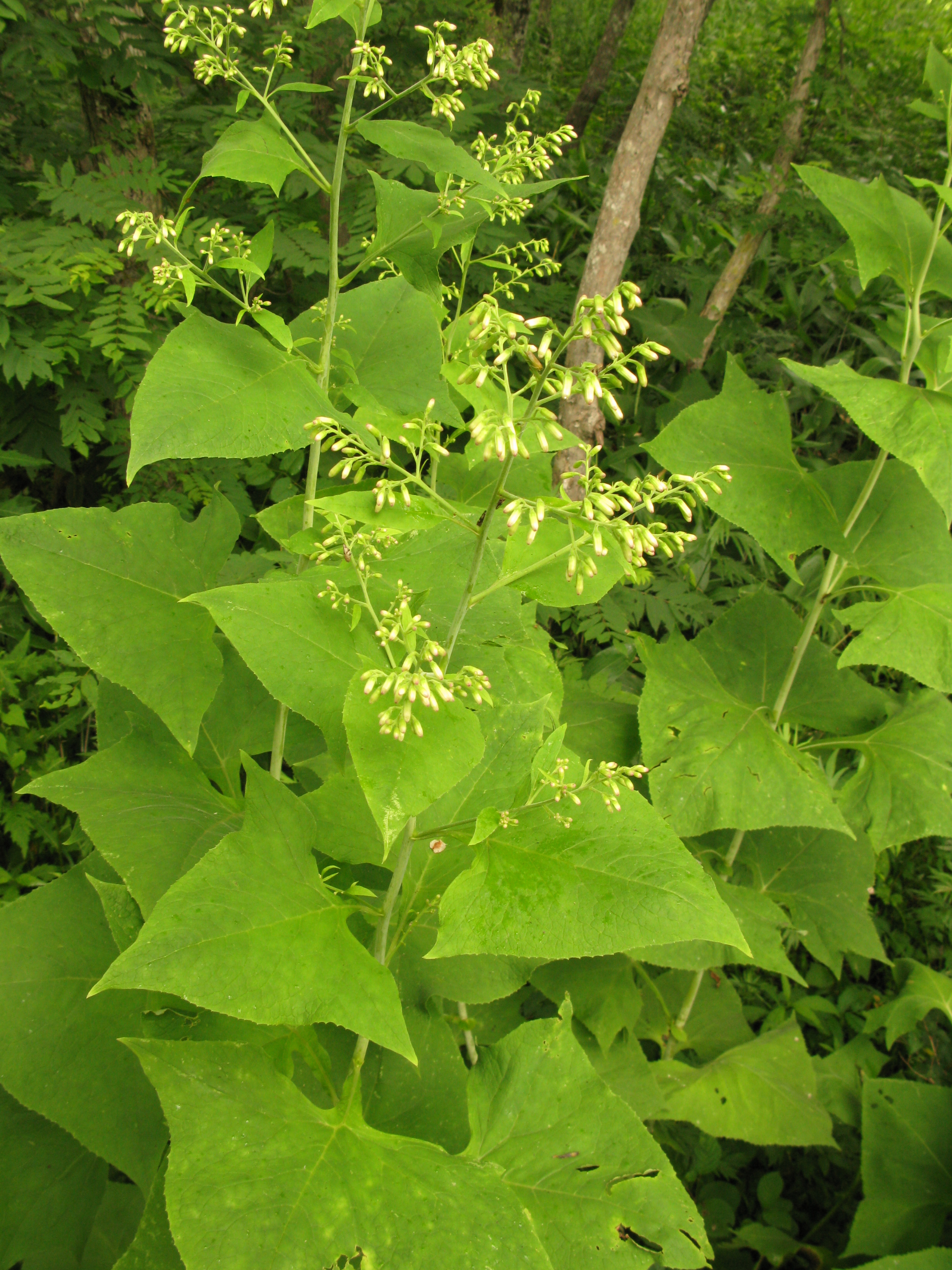

## Dottertaxa till Spjutkakalior, i alfabetisk ordning[1]
- Parasenecio adenostyloides
- Parasenecio ainsliiflorus
- Parasenecio amagiensis
- Parasenecio ambiguus
- Parasenecio auriculatus
- Parasenecio begoniifolius
- Parasenecio bulbiferoides
- Parasenecio chenopodiifolius
- Parasenecio chola
- Parasenecio cuneata
- Parasenecio cyclotus
- Parasenecio dasythyrsus
- Parasenecio delphiniifolia
- Parasenecio delphiniphyllus
- Parasenecio deltophyllus
- Parasenecio farfarifolia
- Parasenecio firmus
- Parasenecio forrestii
- Parasenecio gansuensis
- Parasenecio hastatus
- Parasenecio hastiformis
- Parasenecio hwangshanicus
- Parasenecio ianthophyllus
- Parasenecio jiulongensis
- Parasenecio kangxianensis
- Parasenecio kiusiana
- Parasenecio koidzumiana
- Parasenecio komarovianus
- Parasenecio koualapensis
- Parasenecio lancifolius
- Parasenecio latipes
- Parasenecio leucocephalus
- Parasenecio lidjiangensis
- Parasenecio longispicus
- Parasenecio maowenensis
- Parasenecio matsudai
- Parasenecio maximowicziana
- Parasenecio monanthus
- Parasenecio morrisonensis
- Parasenecio nikomontana
- Parasenecio nipponica
- Parasenecio nokoensis
- Parasenecio otopteryx
- Parasenecio palmatisectus
- Parasenecio peltifolia
- Parasenecio petasitoides
- Parasenecio phyllolepis
- Parasenecio pilgerianus
- Parasenecio praetermissus
- Parasenecio profundorum
- Parasenecio quinquelobus
- Parasenecio roborowskii
- Parasenecio rockianus
- Parasenecio rubescens
- Parasenecio rufipilis
- Parasenecio shikokiana
- Parasenecio shiroumamontana
- Parasenecio shiroumensis
- Parasenecio sinicus
- Parasenecio souliei
- Parasenecio subglaber
- Parasenecio taliensis
- Parasenecio tebakoensis
- Parasenecio tenianus
- Parasenecio tripteris
- Parasenecio tsinlingensis
- Parasenecio weiningensis
- Parasenecio vespertilo
- Parasenecio xinjiashanensis
- Parasenecio yakusimensis
- Parasenecio yatabei